# Vaina tendinosa
La vaina tendinosa o vaina sinovial es una estructura anatómica en forma de tubo, formada por tejido conjuntivo. Rodea los tendones en aquellas localizaciones en que están en contacto con el hueso. Tienen la misión de proteger el tendón del rozamiento y evitar que se dañe. 

## Descripción

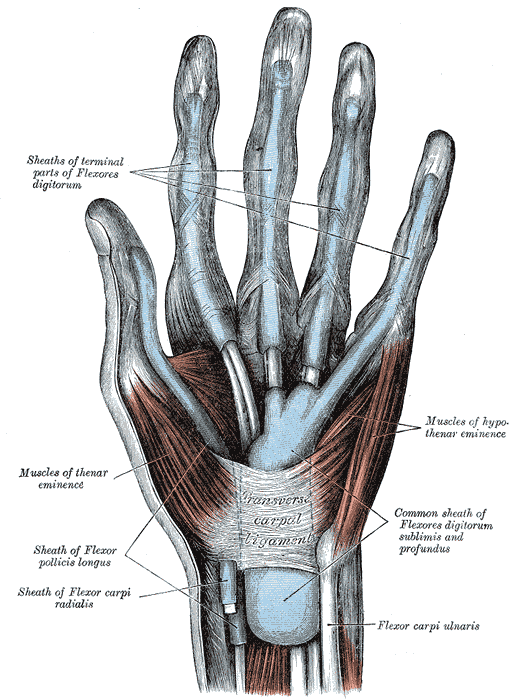
Vainas tendinosas de la muñeca y la palma de la mano.

Consta de dos capas, una interna en contacto con el tendón y otra externa, entre ambas se encuentra un líquido amortiguador con capacidad lubricante de composición similar al líquido sinovial.

## Tenosinovitis
Se llama tenosinovitis al proceso inflamatorio que afecta a un tendón y la vaina tendinosa que lo envuelve.